# Бомберай
Бомберай — полуостров, расположенный в индонезийской провинции Западное Папуа на западе острова Новая Гвинея. Он расположен к юго-востоку от полуострова Чендравасих, который отделяет бухту Бинтуни. На противоположной стороне он ограничивает залив Камрау или Камберу.

## География
Бомберай — широкий полуостров, который выходит в море Серам, образуя залив Себакор, ограниченный двумя маленькими полуостровами:
- на Северо-западе полуостров Факфак, названный в честь города Факфак, основного порта региона. Он проходит через горную цепь средней высоты. Эта часть полуострова Бомберай является наиболее посещаемым[4][2].
- на юго-Востоке полуостров, образованный горами кумафа, чье Южное побережье омывается морем Арафур. Это немного изученный и почти неизвестный регион.

Весь полуостров покрыт густыми тропическими влажными джунглями, а большая часть полуострова состоит из болотистой равнины.
Несколько островов находятся в относительно небольшом расстоянии от побережья полуострова Бомберай. На северо-западе Бомберайсий пролив отделяет остров Сабуда, который принадлежит индонезийской провинции Молукк. Перед его юго-восточной точкой находится остров Ади, а вдоль залива Себакор - острова Карас и Семаи.

## История
Впервые европейцы высадились в этом районе в 1606 году, в ходе испанской экспедиции, отправленной Луисом Ваесом де Торресом.

## Население и языки
Округ Факфак занимает почти весь полуостров Бомберай, деревни сосредоточены на побережье. Коренное население папуаны также живут в небольших поселениях, разбросанных по внутренними лесами.
Как и на всем острове, изоляция жителей полуострова Бомберай способствовала выживанию многих местных папских языков. Преобладающими коренными языками являются Буруми и Камберау, Транс-неогвинейские языки, из которых вытекает несколько диалектов. Благодаря традиционным контактам с островами провинции Малуку, часть населения, поселившегося в прибрежных деревнях, также говорит на Центрально-восточных малайско-полинезийских языках.